# Placówka Straży Granicznej I linii „Leluchów”
Placówka Straży Granicznej I linii „Dechułów” – jednostka organizacyjna Straży Granicznej pełniąca służbę ochronną na granicy polsko-czechosłowackiej w okresie międzywojennym.

## Formowanie i zmiany organizacyjne
Rozporządzeniem Prezydenta Rzeczypospolitej Polskiej Ignacego Mościckiego z 22 marca 1928 roku, do ochrony północnej, zachodniej i południowej granicy państwa, a w szczególności do ich ochrony celnej, powoływano z dniem 2 kwietnia 1928 roku  Straż Graniczną.
Rozkazem nr 5 z 16 maja 1928 roku w sprawie organizacji Małopolskiego Inspektoratu Okręgowego dowódca Straży Granicznej gen. bryg. Stefan Pasławski określił strukturę organizacyjną komisariatu SG „Muszyna”. 
Już 8 września 1828 dowódca Straży Granicznej rozkazem nr 6  w sprawie organizacji Małopolskiego Inspektoratu Okręgowego podpisanym w zastępstwie przez mjr. Wacława Szpilczyńskiego zmieniał organizację komisariatu i ustalał zasięg placówek. 
Placówka Straży Granicznej I linii „Lelechów” (?) znalazła się w jego strukturze.
Rozkazem nr 7 z 25 września 1929 roku w sprawie reorganizacji i zmian dyslokacji Małopolskiego Inspektoratu Okręgowego komendant Straży Granicznej płk Jan Jur-Gorzechowski określił numer i nową strukturę komisariatu. W rozkazie, w miejscu placówki SG I linii „Lelechów”, wymieniona jest  placówka Straży Granicznej I linii „Dechułów”.

## Służba graniczna
Sąsiednie placówki:
- placówka Straży Granicznej I linii „Milik” ⇔ placówka Straży Granicznej I linii „Wójtkowa”− 1928[3]